# Викторија Силвстет
Карин Викторија Силвстет (швед. Karen Victoria Silvstedt) је шведска глумица и плејбој модел 1997. године. Рођена је 19. септембра 1974. године у Шелефтехамну, у Шведској.

## Биографија
Викторија Силвстет је рођена у селу Шелефтехамн у северном делу Шведске. Има старију сестру и млађег брата. У младости је била посвећена јахању и желела је да постане ветеринар.
Њен отац је био капитен локалног скијашког тима, па је она почела да скија већ са пет година. На омладинском првенству Шведске 1989. освојила је четврто место у велеслалому. На том такмичењу је победила касније чувена скијашица Пернила Виберг. Повреда рамена коју је задобила током такмичења је допринела окончању њене каријере већ са 16 година.
Неколико година касније добила је позив да се такмичи на избору за Мис Шведске, пошто су њена мама и сестра послале неколико њених фотографија организаторима избора.
Викторија Силвстет течно говори шведски, француски, енглески и италијански.

## Каријера

### Манекенство
Победивши на избору за Мис Шведске 1993. стекла је право да представља своју земљу на избору за Мис Света 1994. Остварила је веома добар резултат пласиравши се међу првих 10.
После избора за Мис Света почиње да се бави манекенством у Паризу, где ради са реномираним модним кућама као што су: Шанел, Кристијан Диор, Ђорђо Армани, Живанши, Лорис Азаро и Валентино.
Викторију Силвстет је запазио Хју Хефнер и позвао у Лос Анђелес на сликање за магазин Плејбој. Децембра 1996. је постала девојка месеца а изабрана је 1997. и за девојку године. Након тога се појавила у разним издањима Плејбоја.
Током 2000-их Викторија Силвстет је наставила да се бави манекенством, појављујући се у разним часописима, међу којима су и Гламур, Еф-Ејч-Ем, Џи-Кју, Хело, Максим и Венити Фер.

### Глума
Крајем 90-их почела је да глуми у холивудским серијама. Након тога појављује се и у бројним комедијама као што су: BASEketball, The Independent, Out Cold и . Такође се појавила у сапуници Ocean Ave. која се емитовала у Шведској и на Флориди.
Поред холивудских глумила је и у европским филмовима и телевизијским серијама, нарочито у италијанској продукцији. Имала је главну улогу у италијанском филму La mia vita a stelle e strisce и Un maresciallo in gondola. Играла је и споредне улоге у филмовима Un'estate al mare и Matrimonio alle Bahamas. Остварила је и једну мању улогу у француском филму .
Поред наступа у филмовима Викторија Силвстет је глумила и у позоришној представи Pieces (of Ass) у Лос Анђелесу током 2004.

## Филмографија
- Victoria Silvstedt : My Perfect Life (реалити шоу) (2008)
- Playmate of the Year Collection : The 90's (2006)
- Playboy : 50 Years of Playmates (2004)
- Playboy Playmate DVD Calendar Collection : The 90's (2004)
- Boat Trip (Лудо крстарење) (2002)
- Playboy : Prime Time Playmates (2002)
- Out Cold (2001)
- Bodyguards (2000)
- Son of the Beach (2000)
- BASEketball (1998)
- Melrose Place (телевизијска серија) (1998)
- Playboy's 1998 Playmate Calendar (1997)